# Interkosmos 8
Interkosmos 8 (Интеркосмос 8 em russo), também denominado de DS-U1-IK Nº 2, foi um satélite artificial soviético lançado em 30 de novembro de 1972 por meio de um foguete Kosmos-2I a partir do Cosmódromo de Plesetsk.

## Características
O Interkosmos 8 foi o segundo e último membro da série de satélites DS-U1-IK e foi dedicado ao estudo da ionosfera terrestre, à medição da concentração de elétrons e íons positivos na mesma, medir a temperatura de elétrons no espaço entre o satélite e a superfície terrestre e medir os fluxos de elétrons com energias maiores de 40 keV e dos prótons a energias maiores de 1 MeV.
O mesmo estava enquadrado dentro do programa de cooperação internacional Interkosmos entre a União Soviética e outros países e foi concebido como uma continuação da missão do Interkosmos 2. Foi injetado em uma órbita inicial de 679 km de apogeu e 214 km de perigeu, com uma inclinação orbital de 71 graus e um período de 93,1 minutos. Reentrou na atmosfera em 2 de março de 1973.

## Instrumentos
A Bulgária forneceu uma armadilha de íons, a Tchecoslováquia e a República Democrática Alemã contribuíram com diversos instrumentos, mas a maior parte do equipamento de bordo era soviético.